# Cerwin-Vega
Cerwin Vega er et firma grundlagt i 1954 af luftfartsingeniøren Gene Czerwinski. Hans filosofi var at bygge højttalere, som var slidstærke, lette at drive og vigtigst af alt skulle Cerwin Vega være et ”Value for money”-produkt.
I 1954 lagde Cerwin Vega ud med et 18” lydsystem, som kunne producere 130 dB ved 30 Hz. Dette satte en milepæl inden for Hi-Fi-verdenen og gjorde Cerwin Vega til en producent, man kunne regne med.
I 1957 introducerede Cerwin Vega verdens første kompakte forstærker, som var i stand til at levere 125 W RMS.
I 1974 kom ”The motion picture” med et helt nyt tiltag til biograffilmene kaldet Sensurround. Sensurround tilbød muligheden for, at hver enkelt film kunne få sit helt eget lydsystem. Til filmen Earthquake (jordskælv) var Cerwin Vega det naturlige valg. Cerwin Vega kom med et ekstremt 18 tommer hornsystem, som havde en frekvensgang helt ned til 33 Hz. Følsomheden på dette system var på hele 106 dB 1 watt / 1 meter. Efter få visninger af Earthquake havde mange af biograferne simpelthen taget skade af det ekstreme lydtryk, så både vægge og lofter havde slået revner. Cerwin Vega vandt i samarbejde med ”Sensurround Technology” en Academy Award for "special Technical Achievement” i 1974.
I starten af 1970'erne lavede Cerwin Vega også professionelle lydsystemer til blandt andre Rolling Stones og David Bowie, og i slutningen af årtiet kom de med deres revolutionerende D-Series, som var bygget over en række digitale teknologier. Firmaet forsatte de gode takter op gennem 1980'erne og 1990'erne og i 2002 fusionerede de med KRK systems, så Cerwin Vega nu kom til at høre under The Stanton Group
Cerwin Vegas slogan er: "Because nobody screams out for more treble!"[kilde mangler]